# بطاقات مجنونة لا قيمة لها (اختلال ضال)
«بطاقات مجنونة بلا قيمة» (بالإنجليزية: Crazy Handful of Nothin')‏ هي الحلقة السادسة للموسم الأول من مسلسل إيه إم سي التلفزيوني الدرامي اختلال ضال. كتبها جورج ماستراس وأخرجها برونوين هيوز، بُثَّت على إيه إم سي في الولايات المتحدة وكندا في 2 مارس 2008. تقدم الحلقة توكو سالامانكا ونو دوز، الذي يلعبه رايموند كروز وسيزار جارسيا على التوالي.

## وصلات خارجية
- «بطاقات مجنونة لا قيمة لها» على إيه إم سي (بالإنجليزية)
- «بطاقات مجنونة لا قيمة لها» على قاعدة بيانات الأفلام على الإنترنت (بالإنجليزية)